# ユゴー・ド・ランタン
ユゴー・ド・ランタン（Hugo de Lantins, 1420年～1430年に活躍）は、中世からルネサンスの過渡期に活躍したブルゴーニュ楽派の作曲家。イタリアにおいて、特にヴェネツィアにおいて活躍し、聖俗両面において作品を残した。同時代にイタリアで活躍したアルノルド・ド・ランタンの親戚かもしれない。
おそらく1420年代後半にヴェネツィアで活躍していたことを除けば、生涯について多くは分かっていない。ランタンは、ヴェネツィア総督フランチェスコ・フォスカーリのために儀式用の音楽を作曲しており、しかも当時のヴェネツィアのいくつかの曲集にランタンの作品が載っているからである。1421年に、スパルタ公テオドロス・パライオロゴスとクレオフェ・マラテスタの婚礼のために楽曲を提供した。ギヨーム・デュファイとたびたび同一の行事のために作曲し、デュファイは1420年代から1424年にリミニのマラテスタ家に滞在中に作曲した歌曲の中でランタンについて触れていることから、デュファイは間違いなくランタンのことを知っていた。
ユゴー・ド・ランタンの楽曲は、アルノルド・ド・ランタンに比べてより進歩的であり、その後100年間に渡って支配的となった通模倣様式を活用している。事実ユゴー・ド・ランタンの作品では、15世紀のどの作曲家よりも普通に模倣が使われている。ユゴー・ド・ランタンの作品の大半は3声体のために作曲されているが、時おり第4の声部も付け加えている。
いくつかのミサ曲の断章が現存するが、完全な循環ミサ曲は一つもない。モテットは5つあり、うち1曲はイソリズムが利用されている。世俗音楽においては、フランス語による多くのロンドーや、イタリア語によるいくつかのバッラータがある。

## メディア
Jo sum tuo servo